# Hydrolithon munitum
Hydrolithon munitum (Foslie & M.A. Howe) Penrose, 1996  é o nome botânico  de uma espécie de algas vermelhas pluricelulares do gênero Hydrolithon, família Corallinaceae, subfamília Mastophoroideae.
- São algas marinhas encontradas na Austrália.

## Sinonímia
- Lithophyllum munitum    Foslie & Howe, 1906
- Neogoniolithon munitum    (Foslie & M.A. Howe) Adey, 1970